# Giancarlo Massola
Giancarlo Massola (fl. XX secolo) è stato un pallanuotista italiano, ed uno dei selezionatori della nazionale di pallanuoto maschile italiana alle olimpiadi di Anversa del 1920.

## Carriera

### Pallanuoto

#### Giocatore
Socio del Genoa, Massola scese in vasca con i rossoblu nel campionato italiano di pallanuoto 1913, vincendolo.

#### Allenatore
Ghiorzi fu il selezionatore ed allenatore della nazionale di pallanuoto maschile italiana alle olimpiadi di Anversa del 1920 insieme a Ernesto Ghiorzi ed a Giuseppe Odetti. La nazionale non fece molta strada nella competizione olimpica, venendo prima eliminata dal tabellone principale dalla Spagna ed infine dal torneo di consolazione che metteva in palio la medaglia di bronzo dalla Grecia.

## Palmarès

### Club
- Campionato italiano: 1

Genoa:1913